# Anguis veronensis
L'orbettino italiano (Anguis veronensis Pollini, 1818) è un sauro della famiglia Anguidae diffuso in Italia e nel sud-est della Francia.
L'epiteto specifico, coniato dal naturalista italiano Ciro Pollini (1782-1833), fa riferimento alla città di Verona, area geografica da cui provenivano i primi esemplari descritti.

## Descrizione
L'orbettino italiano è un piccolo rettile squamato che, sebbene assomigli ad un serpente, appartiene in realtà al sottordine Lacertilia; è dunque un Sauro che similmente ai serpenti è sprovvisto di arti ma si distingue da essi principalmente per la presenza di palpebre mobili e per la capacità di autotomia della coda. Inoltre è totalmente inoffensivo per l'uomo: non morde e non è velenoso. Il corpo, cilindrico, lungo mediamente intorno ai 50 cm, è ricoperto di squame lisce e lucenti, di colore marrone o grigio con riflessi rameici; le femmine hanno spesso una striscia vertebrale e sui fianchi piuttosto scura; i giovani hanno livree dorate o argentate. Come molte lucertole, in caso di pericolo riesce a spezzare la coda (autotomia), lasciandola sul terreno per confondere l'aggressore; raramente si rigenera integralmente e viene spesso sostituita da un tozzo moncone.
La lunghezza della coda può essere un modo per distinguere Anguis veronensis da Anguis fragilis, una specie strettamente imparentata e simile morfologicamente: la coda dei primi è lunga mediamente 19,7 cm nelle femmine e 20,1 cm nei maschi, mentre nella seconda specie le lunghezze medie sono di 18,4 cm e 18,7 cm rispettivamente.

## Biologia
È un rettile dalle abitudini crepuscolari e notturne, ed è visibile soprattutto dopo la pioggia.

### Alimentazione
Si nutre principalmente di lumache, insetti, larve, ma anche di uova.

### Riproduzione
È una specie ovovivipara: le femmine tengono le uova in incubazione dentro di sé per circa 3 mesi e danno alla luce da 6 a 10 piccoli già formati.

## Distribuzione e habitat

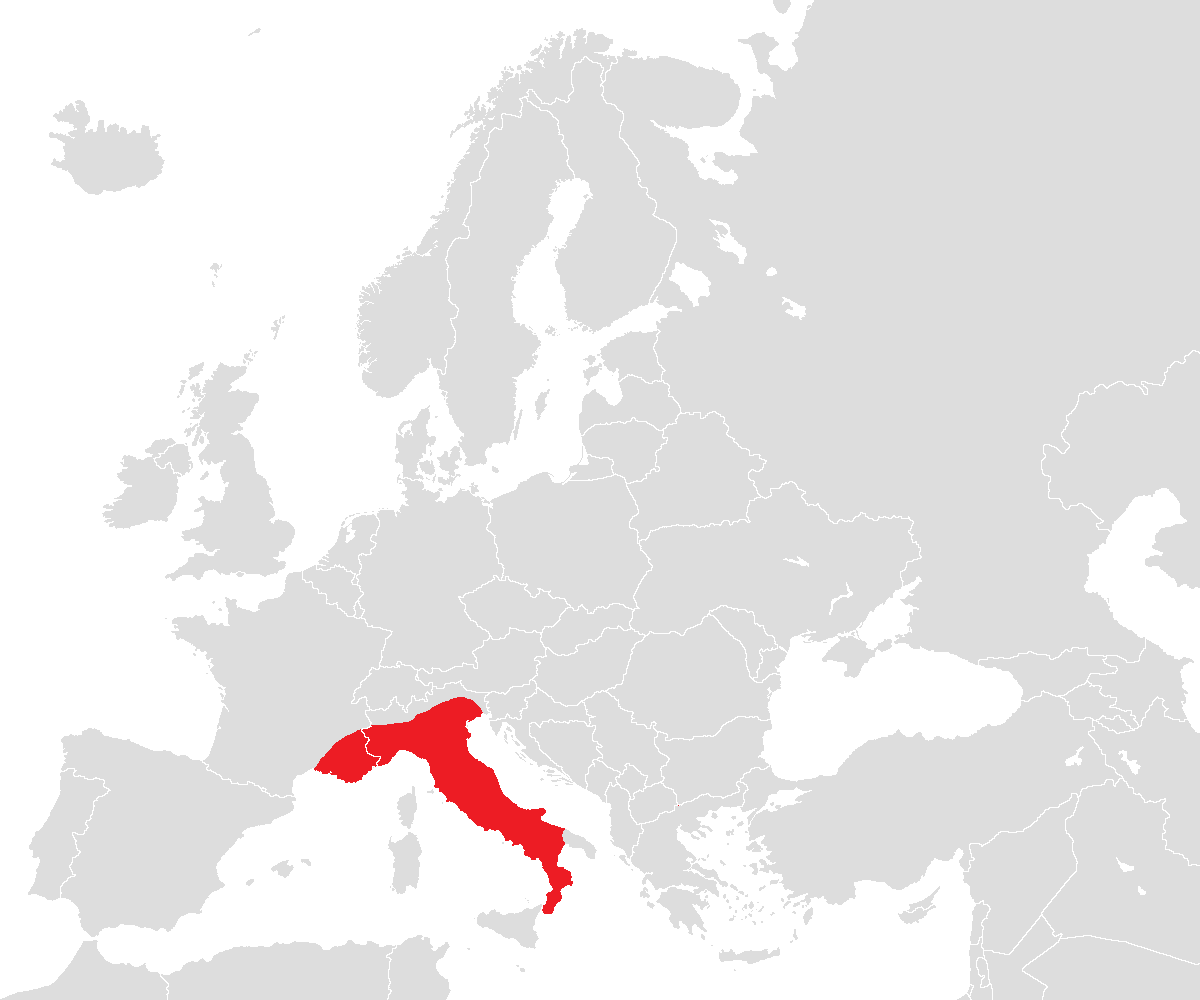
Areale dell'orbettino italiano

Questa specie è diffusa nella penisola italiana ad eccezione della penisola salentina, nella pianura padana, in una parte delle Alpi occidentali, in Canton Ticino e in alcune aree della Francia sud-orientale. È anche presente nella Slovenia occidentale e forse in alcune isole della Croazia (Cres e Krk), è difficile valutare l'estensione della presenza nei due paesi poiché in entrambe le aree è presente anche Anguis fragilis. Vale un discorso simile per il confine occidentale dell'areale: è certo che comprenda Cannes, ma forse si estende anche fino a Hyères e Marseille. È assente in Sardegna e in Sicilia.
È presente fino a 2050 m s.l.m., abita prati, boschi e lande e predilige le aree soleggiate e umide, con vegetazione bassa in cui possa trovare riparo, è una specie semi-fossoria.

## Tassonomia
Sino al recente passato le popolazioni di orbettino italiane erano considerate appartenenti alla specie Anguis fragilis, diffusa in gran parte dell'Europa. Uno studio del 2013, basato su analisi filogenetiche condotte sul DNA mitocondriale e nucleare, ha mostrato che gli esemplari italiani, insieme a quelli provenienti dalla Francia sud-orientale, formano un clade ben distinto dal resto delle popolazioni europee, che è stato elevato al rango di specie a sé stante.